# 사봉 (글꼴)
사봉(Sabon)은 독일 태생의 타이포그래퍼이자 디자이너인 얀 치홀트(Jan Tschichold, 1902~1974)가 1964~1967년에 디자인한 세리프 서체이다. 로만체는 가라몽(Garamond)에, 이탤릭 서체는 그랑존(Granjon)에 기초하여 제작되었다. 기초한 로마체 가라몽(Garamond)은 프랑스의 활자 디자이너 클로드 가라몽(Claude Garamond, 1480~1561)이 제작한 고전 세리프체이다. 가라몽 활자체는 그가 죽고 난 후부터 유럽 전역에 빠른 속도로 퍼져 나갔다. 이후 가라몽의 제자이기도 했던 야콥 사봉(Jacques Sabon)이 암스테르담에서 독일로 가져오면서 독일에도 널리 퍼지게 되었다. 야콥 사봉은 가라몽이 독일에 널리 알려지는 데 결정적인 역할을 하였다. 얀 치홀트는 신 타이포그래피에서 방향을 바꿔 로만체, 이집샨체 그리고 필기체를 판독성이 완벽하다 언급하며 사용하기 시작하였으며, 이 후 2년에 걸쳐 야콥 사봉의 이름에서 가져온 사봉서체 패밀리를 완성하였다. 사봉은 본문 텍스트를 위해 고안되었으며 가라몽의 우아함을 유지하면서도 폭과 형태에 변화를 주어 가독성과 기능성을 높였다. 또한 사봉체는 ‘라이노타이프’, ‘모노타이프’, 손조판 어느것에도 쓰일 수 있으며, 효율적이고 경제적인 활자체였다.

## 역사
치 홀트는 '신 타이포그래피'의 원형을 제시하여 신 타이포그래피를 정립하였지만 정작 자신은 고전적 타이포그래피로 회귀하게 된다. 그에게 큰 영향을 미친 사건은 1933년 3월, 치홀트와 그의 아내는 '문화적 볼셰비키'라는 죄목으로 그와 그의 가족이 구금된 사건이다. 치홀트는 구금에서 풀리자 독일에서 스위스로 망명을 선택했고, 스위스에서 북디자이너로 활동하던 시점에 그에게 타이포그래피에 관한 관점에 변화가 생겼다. 이후 치홀트는 산세리프 서체를 가독성이 높고 현대적인 서체라 말한 것을 정정하고, 가라몽, 얀손, 바스커빌, 벨등의 고전적인 서체들의 가독성을 높이 평가하며 고전 타이포그래피로 회귀하였다. 1950년대 치홀트는 모든 조판기계에서 조판이 가능한 르네상스 안티크 스타일의 가라몽체의 디자인을 의뢰받게 된다. 하지만 한계적 상황 때문에 마무리는 계속 미뤄질 수 밖에 없었고, 야콥 사봉(Jacques Sabon)의 이름을 따서 만든 사봉 안티크(Sabon-Antique)체는 모든 조판 시스템에서 사용 능한 서체의 개발 목적을 충족시키기에 늦은 시기에 등장하게 되었다. 하지만 그럼에도 사봉 세미 블드체와 이탤릭 버전이 성공적으로 보급되었다.

## 가라몽(Garamond)

### 가라몽(Garamond)과 스템펠 가라몽(Stempel Garamond)
- 가라몽(Garamond)체
- 스템펠 가라몽(Stempel Garamond)체

프랑스의 활자 디자이너이며 자모 조각기인 클로드 가라몽(Claude Garamond,1480-1561)은 여러 크기의 고전 세리프체와 이탤릭체를 남겼다. 가라몽의 로만체는 서체 축, 적정한 대비, 긴 인스텐더를 갖춘 르네상스 형태이다. 이탤릭체는 대문자에 기울기가 처음 들어간 서체였다. 가라몽의 서체는 많은 재해석판과 파생작이 생산되었다. 그 중 슈템플의 가라몽체는 원형을 잘 살린 서체로서 유명하다. 슈템플 가라몽체만이 유일하게 로만체뿐 아니라 이탤릭체까지 정통 가라몽체에 기반을 두고 제작되었다. 하지만 아쉬운 점 몇가지를 찾아볼 수 있는데 이음자의 필요성을 없애기 위해 f의 형태가 왜곡되어있고, 원형 가라몽보다 디센더가 짧다는 것을 알 수 있다. 또한 경제적인 면을 고려해 활자를 좀 더 붙여 짜여 리듬과 비례가 원본과 다르다는 특징이 있다.

### 가라몽(Garamond)과 사봉(Sanbon)
- 가라몽(Garamond)체
- 사봉(Sabon)체

가라몽을 독일에 알리는데 중요한 역할을 한 야콥 사봉의 이름을 가져온 사봉체는 다른 가라몽과 비교했을 때 가라몽의 우아함을 이어가면서 기능성과 효울성이 높은 서체라는 것을 알 수 있다.
1. 부드럽고 우아한 프랑스식 고전 세리프체의 특징이 잘 나타난다.
2. 활자폭이 고르게 설정하여 급하게 짜여보이지 않는다.
3. 대문자의 속공간을 소문자의 속공간에 맞춰 균형을 맞췄다.
4. 슈템펠 가라몽 f의 비해 곡선미를 더해 부드러움을 이어갔다.
5. 획의 굵기를 뚜렷하게 수정했다.

이러한 특징을 통해 같은 가라몽을 기초로 제작되었지만 치홀트가 주장했듯, 가장 중요하게 생각하는 가독성을 녹여 기능적이며 우아한 형태의 활자체를 제작하였다. 또한 서체의 아름다움과 기능성뿐만 아니라 기술적으로도 라이노 타입과 모노 타입 중 어떤 기술도 적용 가능하여 일정한 결과물을 얻을 수 있는 최초의 활자체였다. 하지만 사봉이 나올때 조판 기술의 발전으로 비교적 널리 쓰이지 못하였다.

## 사봉 넥스트(Sabon Next)
- 사본 넥스트(Sabon Next)체

사봉이 보급된에 후 오랜시간이 지나고 라이노타입사는 프랑스 타이포그래퍼인 장 프랑수아 포르셰(Jean Francios Porchez)에게 사봉체 개선을 의뢰를 하여 ‘사봉 넥스트(Sabon Next)체’가 나오게되었다. 사봉 넥스트는 1967년 얀 치홀트의 사봉 디자인과 오리지널인 가라몽을 기초로 다양한 패밀리 폰트로 제작되었다. 패밀리폰트는 ISO Adobe2, Adobe CE 등 다양한 버전으로 배포되고 있다. 기존 사봉체와 달리 포르셰는 로마 스타일보다 전통적인 디자인을 위해 일정한 너비의 기울어진 방식을 차용하지 않고 디지털 조판 기술을 활용하여 16세기 스타일의 폭이 넓은 ‘f’를 포함해 제작하였다.

## 사봉 이텍스트(Sabon eText)
사봉 이텍스트(Sabon eText)는 스티브 매터슨이 디자인한 스크린 화면에 최적회된 사봉 버전이다. 전자책, 웹 페이지, 모바일 어플리케이션, 온라인 신문 잡지 등 고품질 읽기 환경을 위해 설계되었다. 변경된 사항으로는 x-높이 증가, 두꺼워진 헤어라인 및 세리프,  더 넓어진 문자 간 간격, 얇은 비율로 조정된 두께가 있다.
1. ↑  《타이포그래피 사전》, 한국타이포학회 지음, 안그라픽스
2. 1 2 3  《사봉》, 안진수
3. ↑  《능동적 도서:얀 치홀트와 새로운 타이포그래피, 박활성 옮김, 워크룸》
4. 1 2  《얀치홀트 그 삶과 작품》, 송성재 옮김, 비즈앤비즈
5. ↑  《타이포그래피의 원리》, 박재홍,김민경 옮김, 미진사
6. ↑  Matteson, Steve. “Type Q&A: Steve Matteson from Monotype”. 《Typecast》. Monotype. 2019년 2월 22일에 원본 문서에서 보존된 문서. 2016년 3월 27일에 확인함.
7. ↑  eText Typefaces: Typefaces for High-Quality e-Reading Experiences